# Riantec
Riantec är en kommun i departementet Morbihan i regionen Bretagne i nordvästra Frankrike. Kommunen ligger i kantonen Port-Louis som tillhör arrondissementet Lorient. År 2022 hade Riantec 5 742 invånare.

## Befolkningsutveckling
Antalet invånare i kommunen Riantec
| Referens: INSEE |